# Zyzomys
Zyzomys es un género de roedor, que se caracteriza por poseer una cola inusualmente larga y gruesa. Incluye cinco especies, todas originarias de Australia, donde son conocidas como las ratas coligordas. Fueron descubiertas por Michael Rogers Oldfield Thomas en 1909. 

## Taxonomía
Se conocen cinco especies pertenecientes al género, dos de las cuales se encuentran extintas en la actualidad: Zyzomys maini y Zyzomys palatilis. Zyzomys pedunculatus se creyó extinta, pero fue redescubierta en 1996.
- Zyzomys argurus
- Zyzomys maini
- Zyzomys palatilis
- Zyzomys pedunculatus
- Zyzomys woodwardi